# Rankov (Chotěboř)
Osada Rankov (německy Rankau) má 142 obyvatel, leží 564 m n. m. a náleží k městu Chotěboř

## Historie
První zmínka o obci pochází z roku 1391, kdy měla název Wrankow, což znamenalo Vrankův dvůr, či sídlo Vrankovských lidí.
V roce 1488 patřila obec k malečskému statku, který vlastnil dědic Jiříka z Malče – Jaroslav z Malče. Maleč patřila benediktínskému klášteru ve Vilémově, který ji pronajímal příslušníkům šlechty. Nájemce Jíra z Jeníkova využil nepřehledné situace v roce 1421, kdy byl klášter dobyt husity a prohlásil statek za svůj majetek. V roce 1515 byl Malečský statek spolu s Rankovem zapsán Heřmanem Malečským z Malče Jiříkovi Přibkovi z Otaslavic, kterému patřil alespoň do roku 1544.
V polovině sedmnáctého století je Rankov součástí chotěbořského panství, které vlastnil Rudolf Sezima Rašín z Rýzemburka. Roku 1848 vzniká samosprávná obec stejného jména. Z roku 1940 je dochována kaplička se zvoničkou až dodnes. Pomník padlým první a druhé světové války je chráněn jako kulturní památka České republiky.
| Rok            | 1869 | 1880 | 1890 | 1900 | 1910 | 1921 | 1930 | 1950 | 1961 | 1970 | 1980 | 1991 | 2001 |
| -------------- | ---- | ---- | ---- | ---- | ---- | ---- | ---- | ---- | ---- | ---- | ---- | ---- | ---- |
| Počet obyvatel | 272  | 298  | 249  | 247  | 259  | 261  | 241  | 175  | 174  | 173  | 153  | 154  | 141  |

## Další fotografie

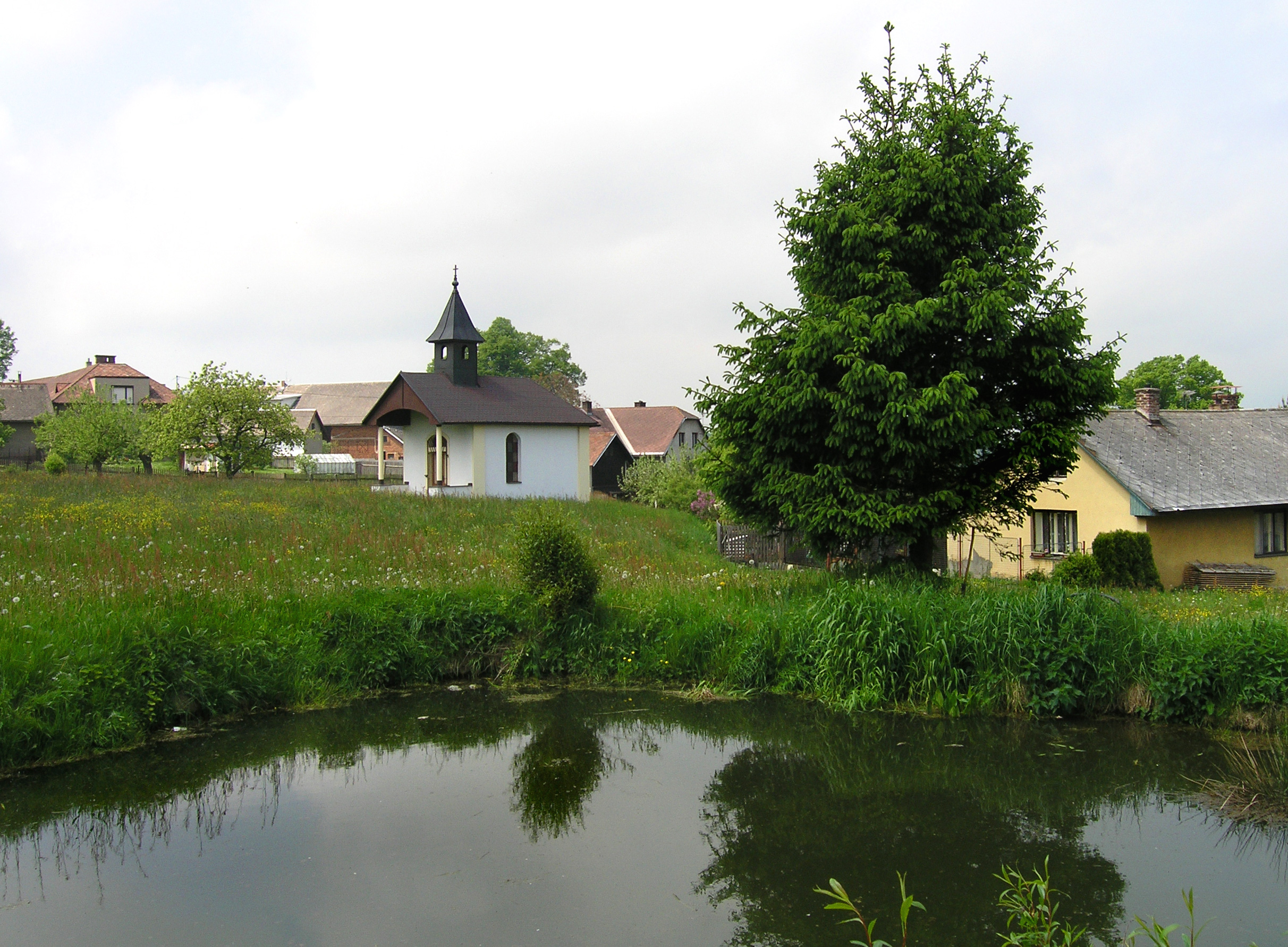
Rybníček a kaplička
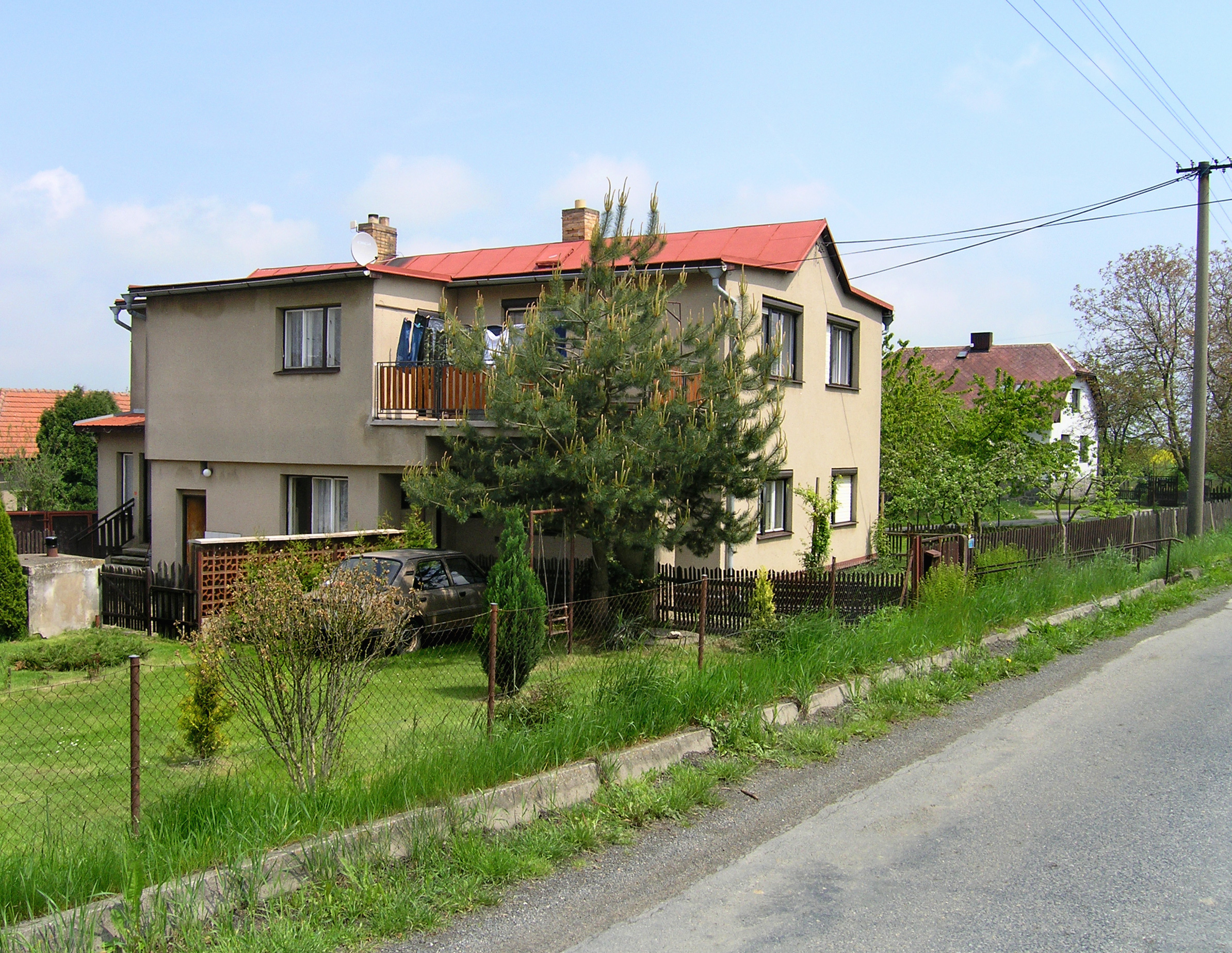
Domy u hlavní silnice
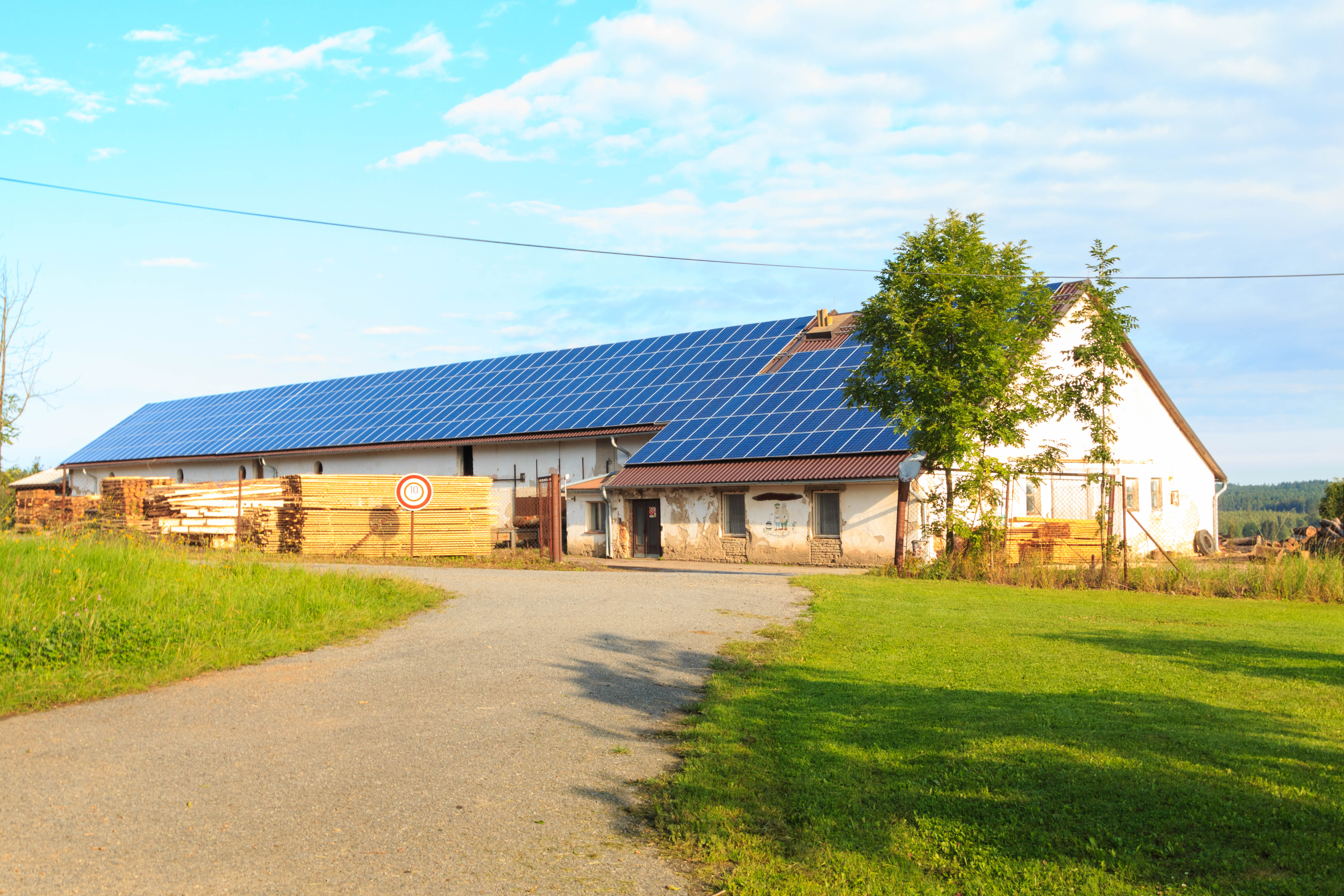
Rankov pila
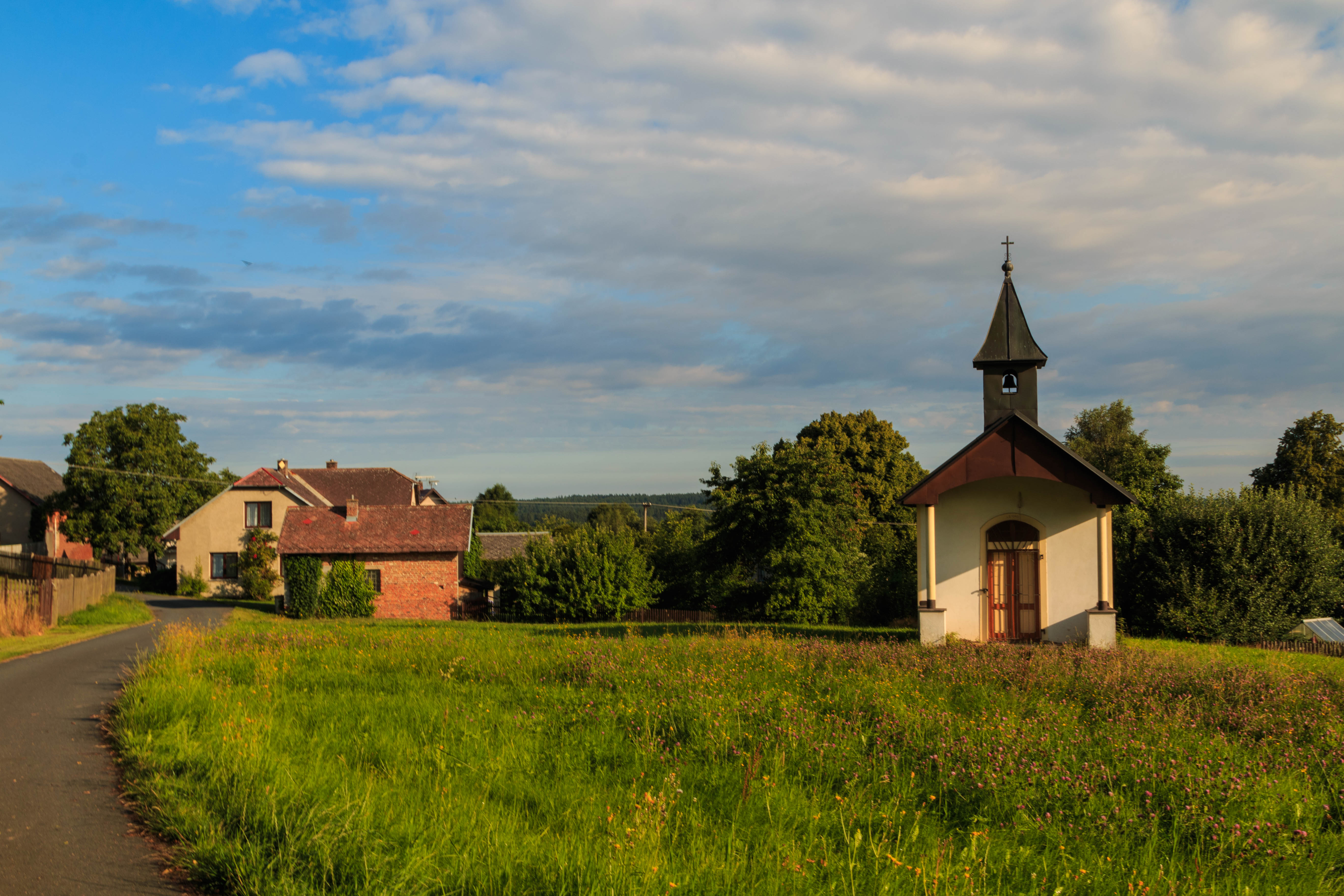
Rankov kaple